# تشارلز كوزينز
تشارلز كوزينز (بالإنجليزية: Charles Cousins)‏ هو مجدف بريطاني، ولد في 13 ديسمبر 1988 في كامبريدج في المملكة المتحدة.

## وصلات خارجية
- تشارلز كوزينز على موقع الاتحاد الدولي للتجديف (الإنجليزية)
- تشارلز كوزينز على موقع اللجنة الأولمبية الدولية (الإنجليزية)
- تشارلز كوزينز على موقع أوليمبيديا (الإنجليزية)
- تشارلز كوزينز على موقع اللجنة الأولمبية البريطانية (الإنجليزية)